# Rezerwat Północnoosetyjski
Rezerwat Północnoosetyjski (ros. Северо-Осетинский государственный природный заповедник) – ścisły rezerwat przyrody (zapowiednik) w Osetii Północnej w Rosji. Znajduje się w rejonach ałagirskim i ardońskim. Jego obszar wynosi 312,98 km², a strefa ochronna 416,35 km². Rezerwat został utworzony dekretem rządu Rosyjskiej Federacyjnej Socjalistycznej Republiki Radzieckiej z dnia 9 lipca 1967 roku. W 2008 roku został zakwalifikowany przez BirdLife International jako ostoja ptaków IBA. Dyrekcja rezerwatu znajduje się w miejscowości Ałagir. Od zachodu rezerwat graniczy z Parkiem Narodowym „Alania”.

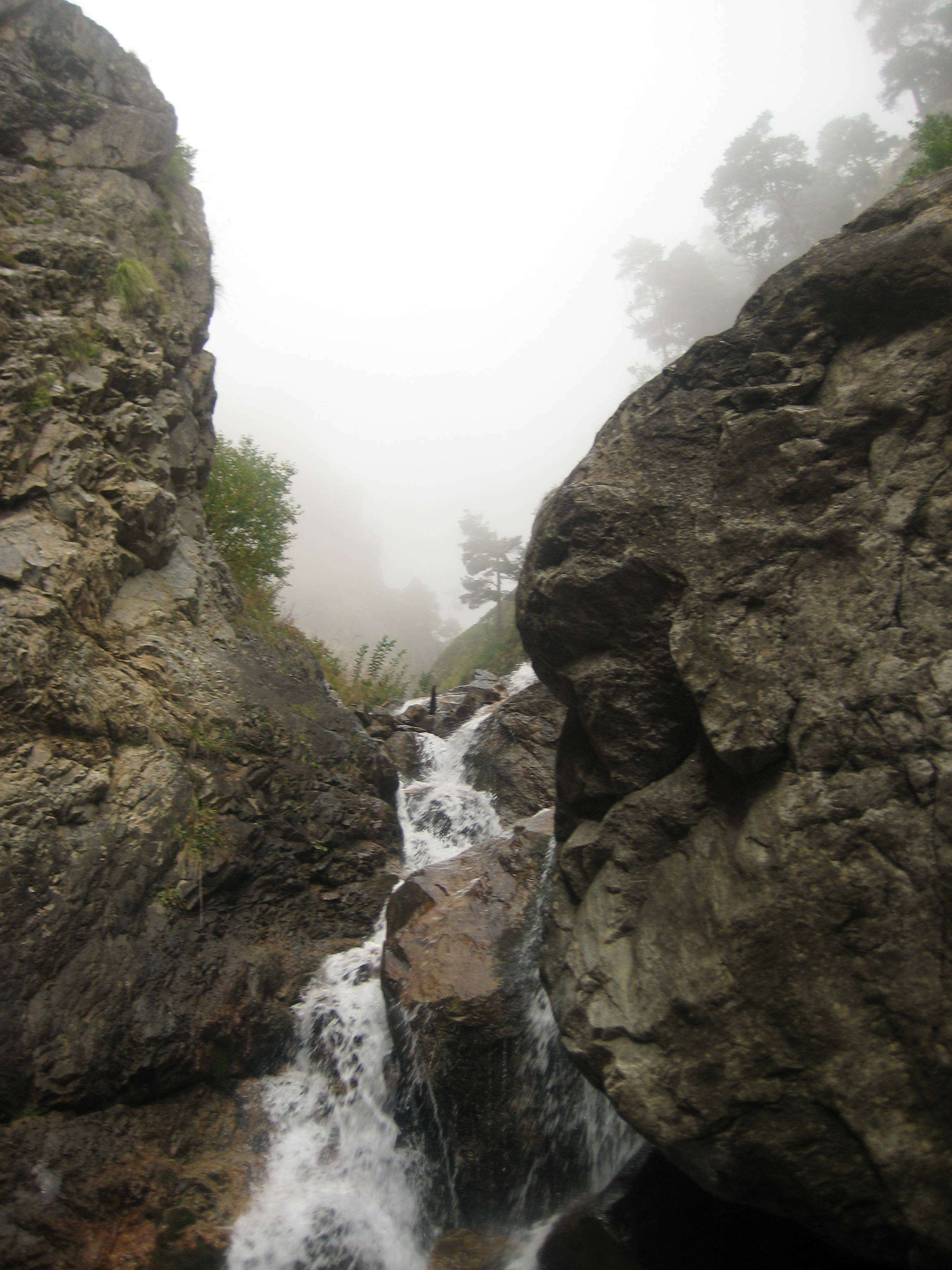

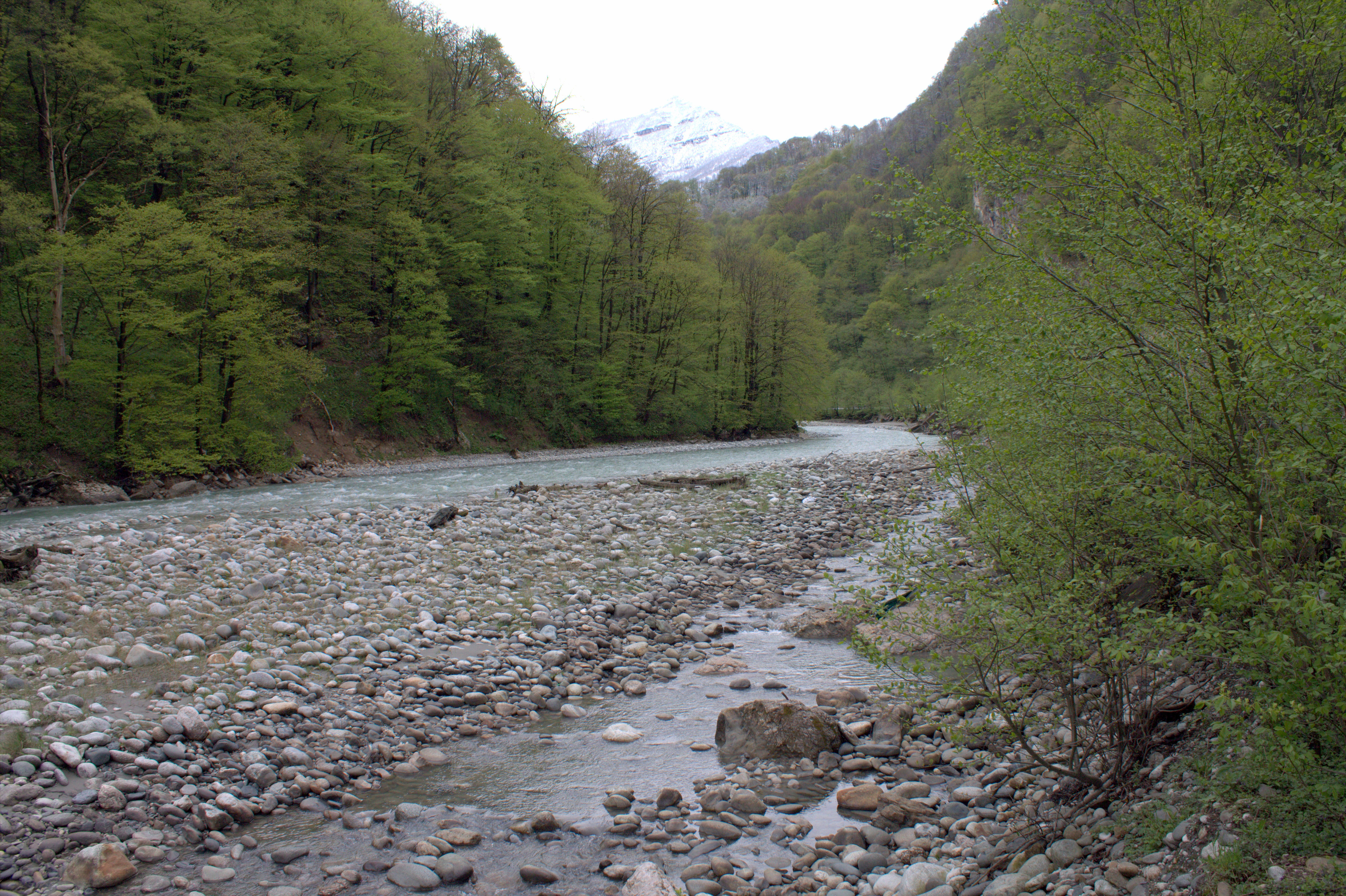
Rzeka Ardon

## Opis
Rezerwat znajduje się na północnym zboczu środkowej części Wielkiego Kaukazu i obejmuje część Pasma Głównego, Pasma Bocznego, Pasma Skalistego i Pasma Pastwiskowego (ros. Пастбищный хребет). Najwyżej położony punkt rezerwatu znajduje się na wysokości 4646 m n.p.m. (szczyt Uiłpata). Piętro turniowe wraz z lodowcami, których jest tutaj ponad 70, zajmuje 71% powierzchni. Rezerwat pokryty jest gęstą siecią rzek. Największą rzeką jest Ardon. Na terenie rezerwatu znajdują się jaskinie, w tym druga co do wielkości jaskinia krasowa w Osetii Północnej – Szubi-Nychasskaja.
Klimat jest kontynentalny. Najzimniejszym miesiącem jest luty, a najcieplejszym lipiec. W wąwozie rzeki Cejadon na wysokości 1750 metrów średnia miesięczna temperatura w lutym wynosi -9°С, w lipcu +13°С.

## Flora
Ze względu na górski charakter obszaru roślinność ma tu układ piętrowy. Lasy w rezerwacie rosną w większości na zboczach niskich pasm: Skalistego i Pastwiskowego. Wyższe pasma: Boczne i Główne zajmują w większości łąki subalpejskie oraz piętro turniowe i lodowce.
W dolinach rośnie przeważnie olsza szara. Na północnych zboczach niskich pasm występują lasy bukowo-grabowe. Powyżej zastępują je lasy brzozowe i klonowe. Na południowych zboczach tych pasm rosną lasy dębowe, leszczynowe, sosnowe z domieszką dębu bezszypułkowego.
Na stromych zboczach Pasma Bocznego rośnie głównie Рinus kochiana, Betula litwinowii, a także brzoza Raddego Betula raddeana.

## Fauna
Fauna rezerwatu liczy 58 gatunków ssaków. Niedźwiedź brunatny, ryś euroazjatycki, wilk szary i lis rudy występują prawie we wszystkich strefach wysokościowych – od lasów po łąki subalpejskie. W lasach żyją m.in.: kuna leśna, wydra kaukaska (Lutra meridionalis), żbik kaukaski (Felis silvestris caucasica), żubr białowiesko-kaukaski (stado liczy około 50 zwierząt) i prometeuszek gruziński. Wysokogórską część rezerwatu zamieszkują m.in.: gronostaj europejski, kuna domowa, koziorożec wschodniokaukaski, kozica północna.
Rezerwat jest domem dla 207 gatunków ptaków. Są to m.in. orłosęp, orzeł przedni, sokół wędrowny, ścierwnik, cietrzew kaukaski, ułar kaukaski, dziwonia duża, kopciuszek rdzawobrzuchy, płochacz halny, pomurnik, wieszczek.
Gady są reprezentowane przez żmiję z gatunku Vipera dinniki, zaskrońca zwyczajnego, gniewosza plamistego, jaszczurkę z gatunku Darevskia caucasica, jaszczurkę zwinkę oraz padalca zwyczajnego.
Fauna płazów jest nieliczna. Najbardziej rozpowszechniona jest żaba z gatunku Rana macrocnemis, którą można spotkać do wysokości 2500 m n.p.m. Jeszcze wyżej – w cyrkach lodowcowych do 3000 m n.p.m. – spotyka się ropuchę zieloną. Jedyną rybą w rzekach rezerwatu jest pstrąg potokowy.